# 自慰史

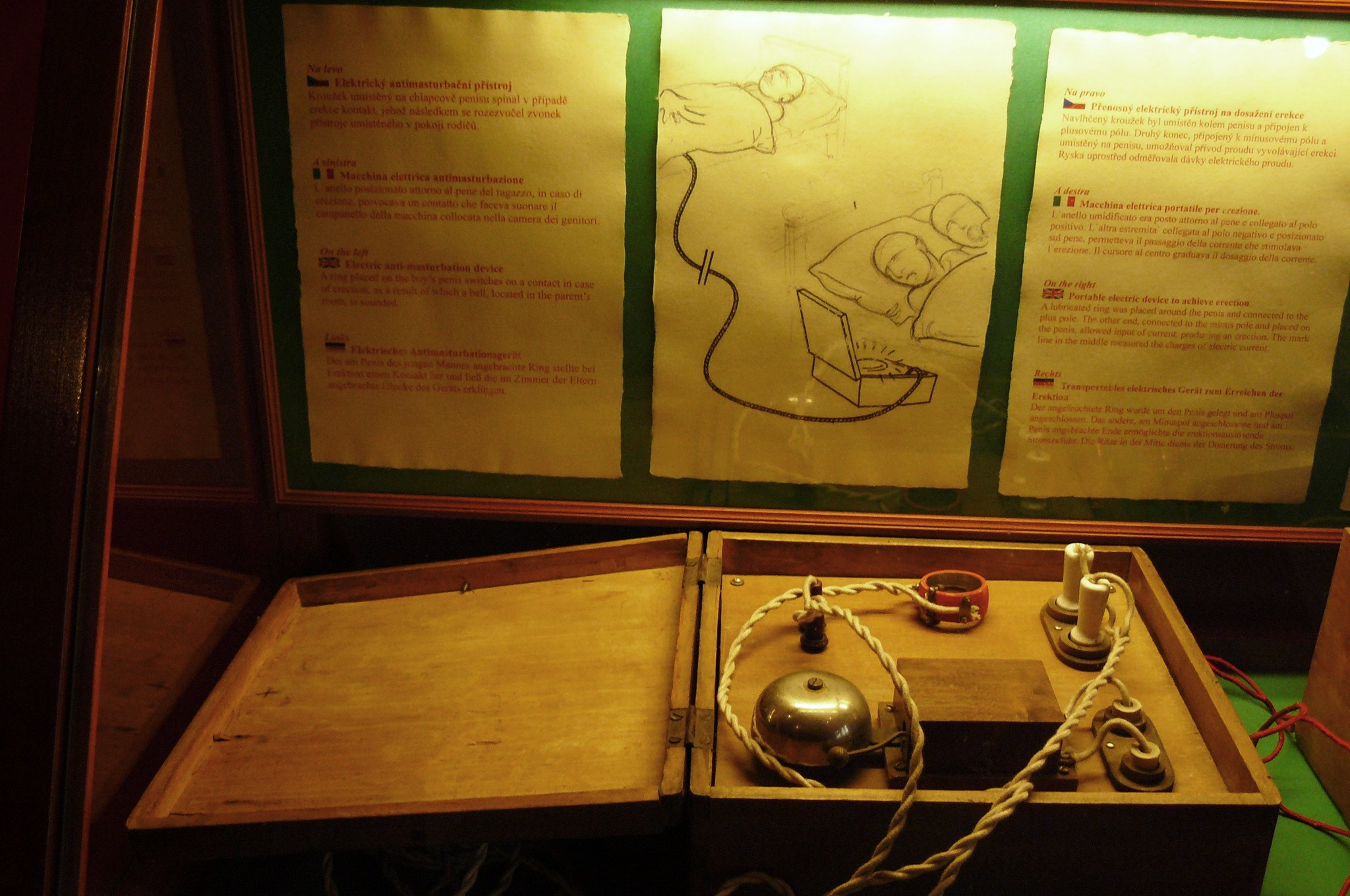
在布拉格性機器博物館的防自慰裝置

自慰史介紹人類性史上對自慰的社會態度、科學研究、倫理以及藝術描繪的變化。
自行刺激性器官在不同的宗教、立法、社會爭議、維權行動以及性學研究者中各有不同的觀點。社會對自慰的禁忌在不同的文化和歷史時期中差異很大。

## 古代史

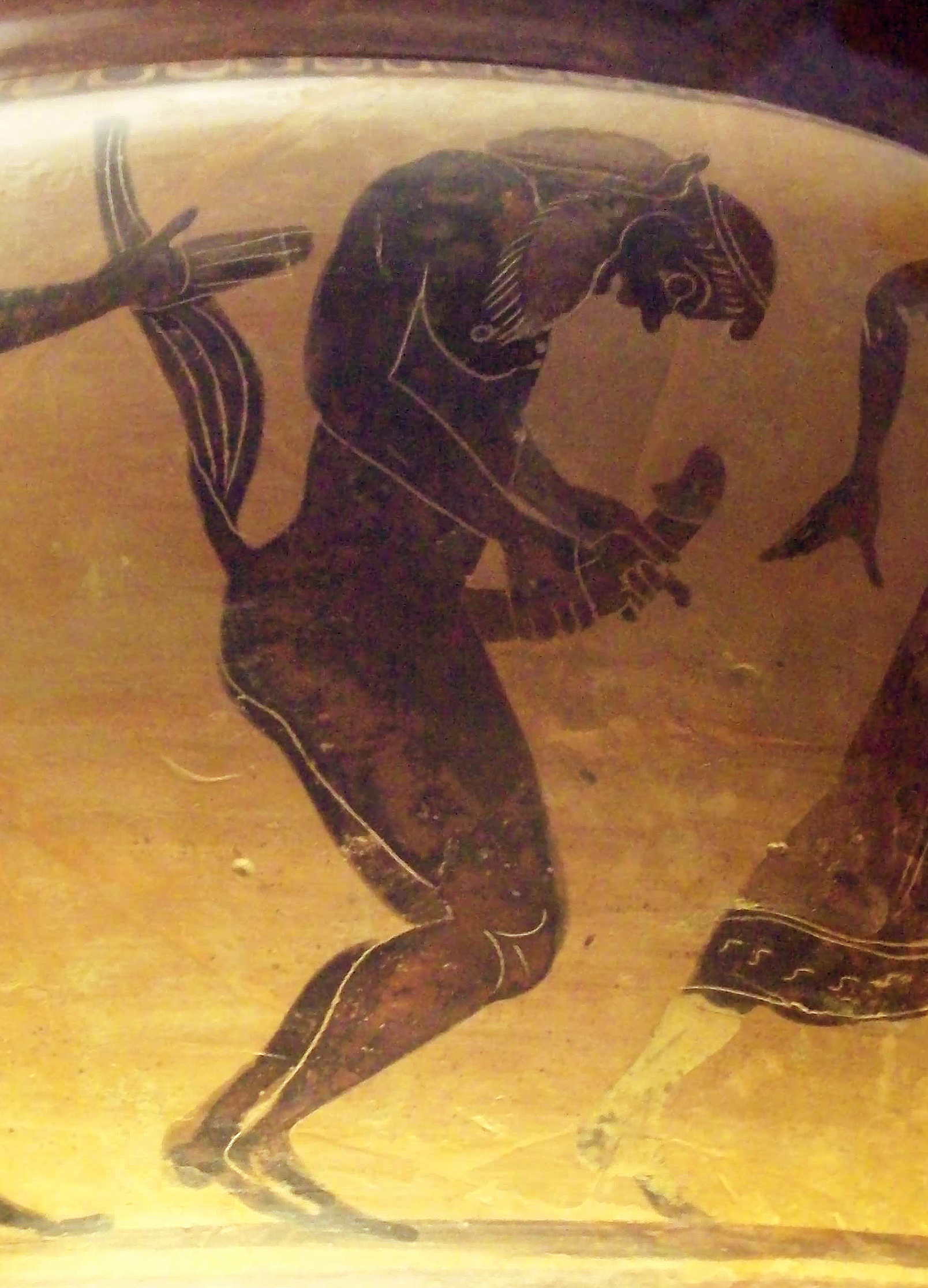
公元前6世紀的古希腊巨爵，描绘薩堤爾的自慰行为

世界各地的史前岩畫中有不少有關男性自慰的描繪，大部分古人一般把人類性行為與豐富的大自然連繋起來。公元前4000年馬耳他古廟的泥人中有一個描繪了一位女性在自慰。然而，古代世界的描繪中較常出現男性自慰的情景。
據記載，古蘇美爾人對性採取較寬鬆的態度，對他們而言，自慰不論獨自或與伴侣一起進行，都是提高性技巧中常用的技術。
男性自慰的情景在古埃及的圖像中更為重要。當神進行自慰時，它被認为是一種具創造性或具魔法力量的行為。創世神亞圖姆被認為是经自慰射精而創造了整个宇宙：神話中他通過向手射精，再把精液放入自己口中射出的方式，創造了第一對子女休（shu）和泰芙努特（tefunt）:12。尼羅河的漲退潮歸因於他的射精頻率，埃及法老曾为此被要求在尼羅河中進行一次性儀式（自慰）。
古希臘人對自慰採取比埃及人寬鬆的態度，自慰被古希臘人認為是其他形式的性行为的一種正常和健康的替代品，他們認為自慰是對抗欲求不滿的方法。
戴奧基尼斯據說也在公眾場合自慰。他會說：「但願驅除飢餓感像它一樣容易，只需透過摩擦我的肚子就能驅除飢餓。」他還開玩笑地說赫耳墨斯（Hermes）教他的兒子潘（Pan）如何自慰來解決自己遭到厄科仙女（Echo）的拒絕時所感受到的苦痛，潘其後教年輕牧羊人如何自慰。
自慰在有關古羅馬人性生活的資料中亦有稍微提及。詩人马提亚尔認為它是奴隸會用到的劣質性釋放。雖然很少提到，但自慰亦曾長期是拉丁文諷刺作品的主題，自慰出現在少數倖存的盧基里烏斯的作品中，為羅馬最早對該主題的嘗試。古羅馬人傾向於用左手自慰。

## 沒有自慰的文化
非洲剛果盆地、阿卡、贊比亞、勒斯和伊圖裡民族這些地方在他們的語言中都缺乏一個詞語去形容自慰，以及對自慰的概念感到困惑。

## 對健康的憂慮

### 18世紀的小冊子
1716 年在倫敦沒署名出版的小冊子，首次在英語中用「onanism」指代自慰，標題為《俄南之罪，或自渎的可恥罪惡，與該行為對兩性造成的嚴重後果，以及在身心兩方面對受害人的建議》(Onania, or the Heinous Sin of self-Pollution, And All Its Frightful Consequences, In Both Sexes, Considered: With Spiritual and Physical Advice To Those Who Have Already Injured Themselves By This Abominable Practice)。它斥罵自慰為罪和惡習。尤其是針對「自渎」的「可憎」，並嚴重警告沉溺於自慰會患上：

腸胃和消化系統紊亂、食慾不振或暴食、嘔吐、噁心、呼吸器官衰弱、咳嗽、聲音嘶啞、癱瘓、生殖器官衰退以至陽痿、性慾缺乏、背痛、眼部和耳部疾病、身體力量減少、面色蒼白、消瘦、於臉部長出粉刺、智力衰退、記憶力下降、暴怒、精神錯亂、成為白痴、癲癇、發熱，最後自殺

小冊子還包括從生病和受強迫性自慰影響的年輕男子收到的信件和推測。然後推薦人們在當地商店購買「壯陽補酒」（每瓶十先令）及強身粉（每瓶十二先令）。當時，《俄南之罪》獲得巨大的成功，到了1778年已印了22版，並且被翻譯成多種語言。

### 詹姆斯
在1743-1745年，英國醫生羅伯特·詹姆斯出版的《醫學辭典》(A Medicinal Dictionary)中這樣形容自慰「這是人們羞於啟齒的一種惡習，會導致通常無法醫治的惡疾。」並強調「大概沒有一種罪惡像自慰一樣引來這麽多可怕的後果」。

### 蒂索

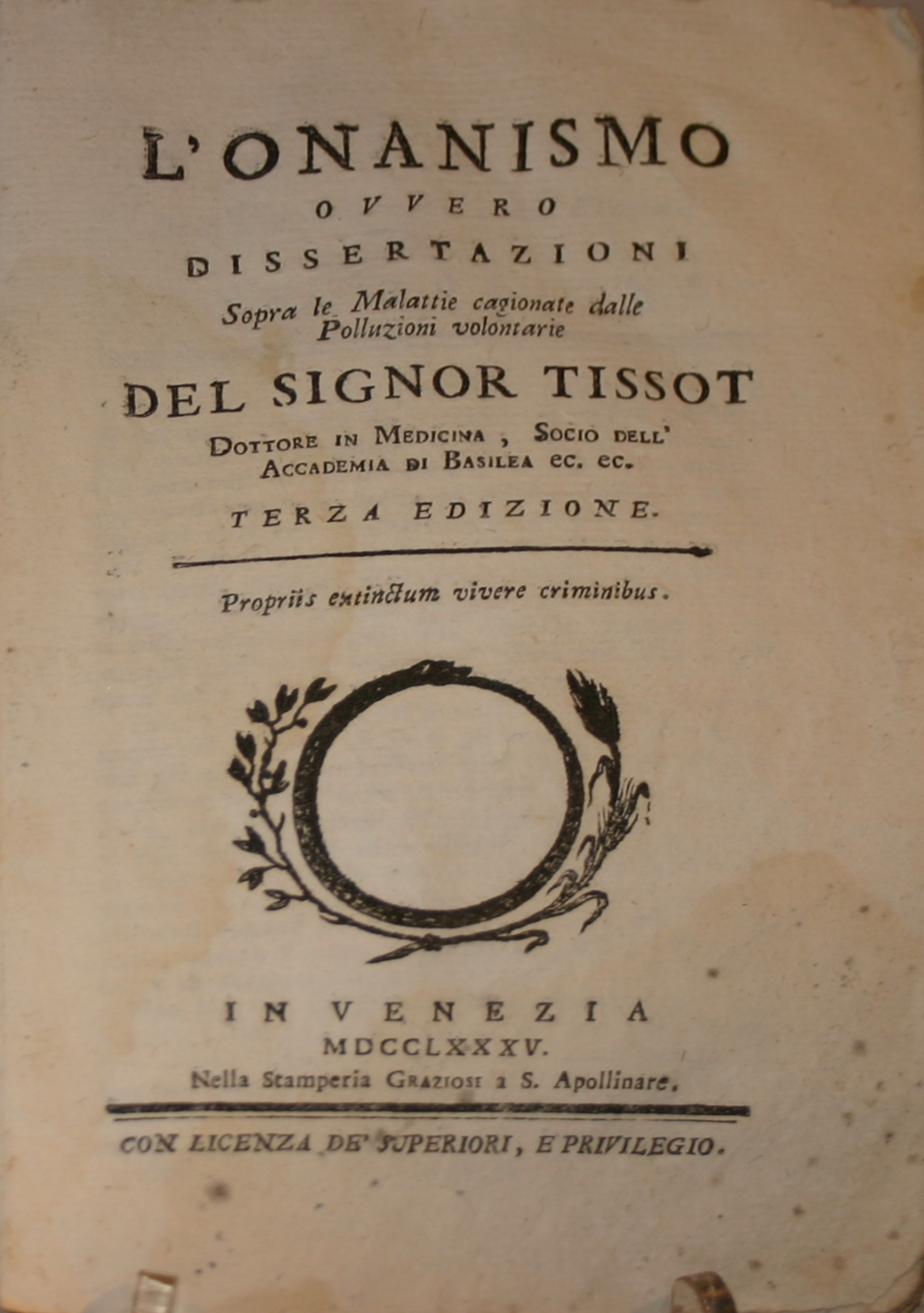
1785年时，薩穆埃爾－奧古斯特·蒂索所出版的《論俄南之罪》意大利版封面

眾多對所謂「俄南之罪」引起的病描寫中，最引人注目的是瑞士醫生萨缪埃尔·奥古斯特·蒂索的描寫。1760年，他出版了一本綜合性地探討所謂自慰的不良影響的醫學論文集，一本名為《論俄南之罪》（L'Onanisme）的書。引用他在瑞士洛桑的年輕男性病人自慰案例作為他的論證基礎。認為精液是「人體的精華」和能激發活力，当精存量不足時，「会導致體力、記憶力，甚至理解力明顯下降，引出視力模糊、神經痛、各類痛風和風濕病、血尿、食慾不振、頭痛及其他不必詳細列出的毛病。」
17世紀，清教徒殖民地纽哈芬市的法律定明「褻瀆神明者、同性戀和自慰」皆能處以死刑。
雖然蒂索的想法現在被認為只是猜測，他的論文發表時不存在現代的實驗生理學，但蒂索的論點被許多人以至名人如康德和伏爾泰承認和回應。他可以說是影響未來兩個世紀西方醫學對自慰的看法：一種令人衰弱的疾病。

### 魯殊
1812年，美國醫生本傑明·魯殊把自慰列入他所寫的關於精神疾病的書籍的第18章「病態性慾」中。他在文中舉出過量飲食、無節制地飲酒和懶惰是自慰的致病因素。在這本書籍的更前一些頁面中（33頁），他聲稱自慰是「身體和道德罪惡的培育，這種獨自的罪惡正盯著身體和心靈」。在他負責的精神病人中,他指出有三個是因自慰而患上躁狂症（48頁）。在他對先天智障的觀察中（292頁），「他們存在一股強大的力量使他們有患上性病的慾望，他們在青春期後因自慰而縱容它。」
1838年，吉恩·埃斯基羅爾在他的《心身疾病》（Des Maladies Mentales）中形容自慰是「所有國家公認的精神錯亂之原因」。

### 懷特
E·G·懷特的丈夫詹姆斯·斯普林格·懷特在1870年所著的《鄭重呼籲與孤獨的罪惡對立，和婚姻關係中的虐待和胡作非為》(A Solemn Appeal Relative to Solitary Vice, and the Abuses and Excesses of the Marriage Relation)中寫到，我們發現：

如果[自我放縱]的實踐十五歲開始並一直繼續，大自然會反對他這項惡習，反對的程度會持續惡化，並因違反法則而令他們付出代價，特別是30-45歲這段時間，身體系統會承受眾多的痛苦和各種疾病，如波及肝臟和肺臟、神經痛、风湿、影響脊柱、腎臟病變和惡性腫瘤。有一些人大自然的精密機械會對其讓步，但在大自然對疾病優良的安排下，好戲在後頭，雖然法則經常會有突然失效的時候；其結果是死亡

女性在她們的室內生活中會比其他性行為擁有較少的生命力，和被剝奪很多的精神力量及使人精神煥發的「氣」。她們自渎的結果就是得上各種疾病，如粘膜炎、水腫、頭痛、視力和記憶力喪失、背部和腰部嚴重衰弱、影響脊柱，和一般頭部內部會腐朽。在其一生中，癌症腫瘤會潛伏於她們的體內，並會發炎及開始它的侵食，是一項具破壞性的進程。她們的心智往往是徹底毀了，和接下來會瘋掉

### 凱洛格
1852年出生的醫生約翰·哈維·凱洛格，是一個特別熱心的反自慰倡導者。凱洛格曾發出許多作為醫療參考來源的聲稱，如「無論是瘟疫、戰爭、天花或其他類似疾病所產生的後果都沒人以自慰作習慣般那麼有害」，這被亞當·克拉克博士（Dr. Adam Clarke）所記載。在凱洛格自己的發言中，他強烈警告這一種習慣，聲稱自慰與死亡相關「如一個受害者確確實實地被自己的手弄死」，其他的譴責之中，凱洛格相信「自渎」（solitary-vice）會引起子宮癌、泌尿系統疾病、夢遺、陽痿、癲癇、精神錯亂和身心衰弱－「視力模糊」僅簡要提及。在《老人和年輕人的明顯事實》（Plain Facts for Old and Young）中，凱洛格發表關於性的罪惡的警告。644頁中有97頁針對「自渎」及它的症狀和後果，詳列39種自慰導致的病徵。他建議以包緊或捆綁孩子的手、利用鐵套包住他們的生殖器、把包皮扣住並施予電擊、不需麻醉的包皮環切術的方式去治療「自渎」。為了防止它的發生，他建議家長首先要教孩子避免接觸其生殖器；當他們更成熟的時候，告知他們「會造成的惡果」。他還警告父母要反對「邪惡的組織」和「邪惡或無知」的護士，其會孩子為手淫，以使他們安靜
。

### 賓·巴茲
在20世紀90年代，沙烏地阿拉伯的大穆夫阿布都·阿及茲·賓·巴茲認為自慰會引起消化系統的破壞、睾丸炎、脊柱損傷，「身體的某些部分如腳的不穩固和顫抖」「顱內腺體」的弱化，導致智力下降，甚至「精神障礙和發瘋」。

## 道德顧慮

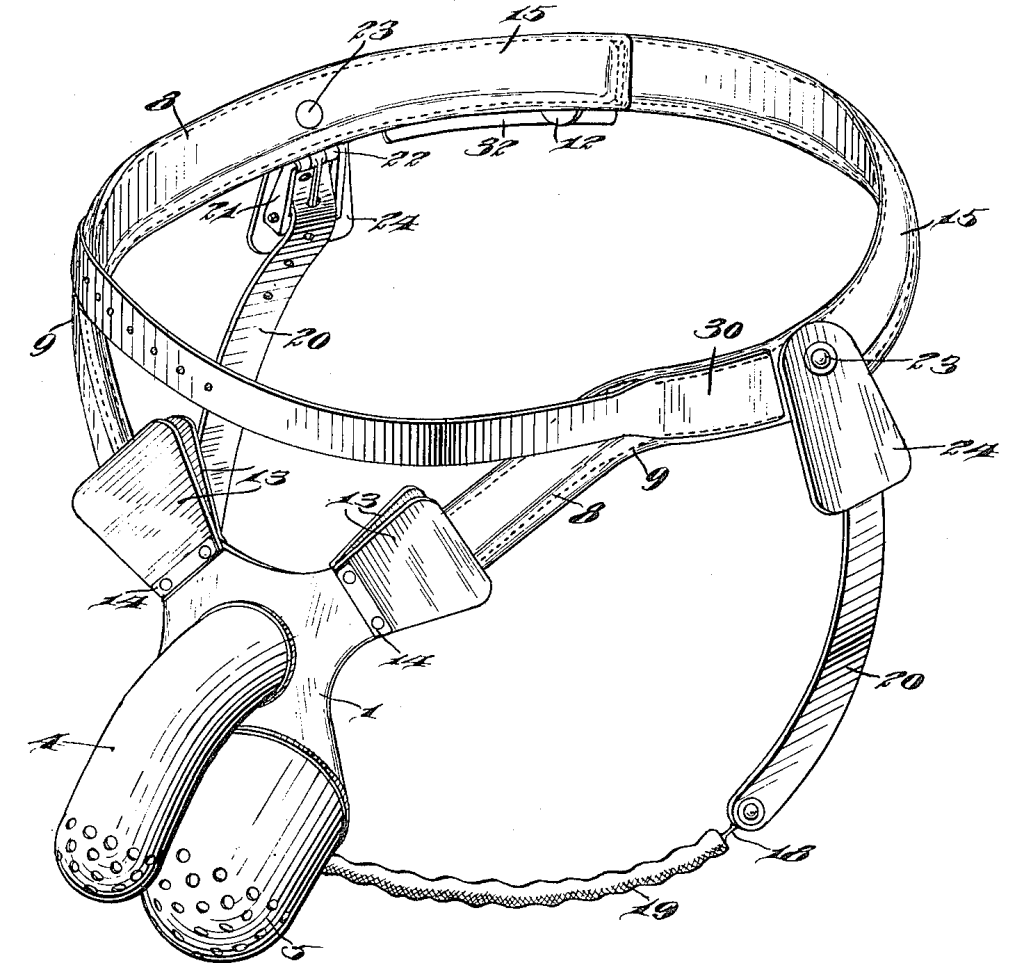
貞操帶的圖像，取自專利文件，整份專利文件：頁 1, 2, 3, 4, 5, 6

康德認為自慰是違反道德律。在他於1797年的道德形上學探本，做了一个歸納「這樣(自慰)是一個人的性別特性的不自然利用」「每個人关於自慰的思想」都是「褻瀆自己的責任」，並認为它本身，甚至給它一个的正式名稱，都應被視為不道德（不像同樣被視為不負責任的自殺般）。不過，他接著說，他承認「不是那麼容易產生『不自然利用』的合理論證」但最終的結論是，它事實上是不道德的，說：「當一個人使用自己的動物本能僅僅作為一種滿足手段……他已經放棄自己的個性。」
在維多利亞時代，在醫学上譴責自慰符合当時社會普遍存在的保守主義及反對性開放成为主流的價值觀。当時有建議特别定製男孩的褲子，使生殖器無法通過口袋觸碰；以防止孩子坐長凳的時候雙腿能打開自慰，阻止学生跷腳或並攏雙腿。在1879年，馬克·吐溫发表了一场名为「關於科學手淫的一些思索」的演讲，其是以以下講話結束：
女孩被禁止騎木馬和踏自行車，因為這些活動所產生的感覺被認為與自慰太相似了。男孩和年輕男子仍「沉溺」於這種習慣則会被指「弱智」。人們於是設計了許多治療方法，其中包括清淡少肉的飲食，這種方法被約翰·哈維·家樂(玉米片的發明者，他更標榜玉米片是「健康、馬上吃，並防止自慰的早餐」)和史維史特‧葛漢(全麥餅乾的發明人)推广。那時的醫學文獻介紹了各種治療自慰的方法，如電擊治療、陰部扣鎖、束縛設備(如貞操帶和拘束衣)、燒灼孩童的尿道或最後的手段－生殖器外科切除手術。在往後的數十年裡，更嚴厲的防止自慰手段越來越多用了心理上的技巧，如警告人們自慰会導致失明、手心長毛、發育不良。有些即使在今天仍然存在誤解。有研究者表示：「這是宗教和醫學史上最黑暗的一頁。」

## 禁忌
1905年，西格蒙德·弗洛伊德在他的《性學三論》中談到了自慰。他描述在嬰幼兒時期、4歲時、青少年時期時的自慰。
在同一时间，女性患上歇斯底里(hysteria，從希臘語「子宫」(hystera or uterus)演變而來)的醫療處方是要其自慰，包括使用最早期的按摩棒及以安慰劑藥膏摩擦其生殖器。
在20世紀初因哈維洛克·艾利斯於1897年所寫下的《性心理研究》(the Psychology of Sex)，醫學界對自慰的態度開始改變，他在質疑蒂索的前提下，把該時代自慰的名人指出，然後去反駁每個據稱是自慰導致的疾病。他在書中寫下「一般性的結論」「有節制的自慰對健康的人而言，並不会對健康造成嚴重損害。」
英國童軍總會的創辦人羅伯特·貝登堡在1914年版的《童軍警探》中，寫了一章警告人們自慰的危害的文章，這一章指出，個人應以體力活動抗拒誘惑，避免自慰，然而到了1930年，童軍雜誌(The Scouter)的編輯F·W·W·格里芬博士，在一本寫給羅浮童軍的書中指出自慰是「發展的一個很自然的階段。」，並引用埃利斯的研究工作，認為「努力達至完全禁慾是一種非常嚴重的錯誤。」
美國心理分析家威廉·賴希在他1922年的文章《關於自慰的具體形式》，試圖確定自慰健康和不健康的方式，他試圖找出人民自慰與性傾向或與性心理疾病的关係，因为当時人們認为自慰会導致同性戀。

## 性革命
性學家阿爾弗雷德·金賽於20世紀40年代至50年代的研究指出，自慰是男性和女性的本能行為，並引用蓋洛普的調查表明它在美國是有多普遍。這一理論的一些批評者認為，他的研究带有偏見，且蓋洛普民意調查對「自然行為」的定義過寬。
在美國，直到精神疾病診斷與統計手冊第二版出版以前（1968），自慰是一種可診斷的心理問題，美國醫學協會在1972年一致地聲明自慰是正常的行为。
托馬斯·薩斯說這是科學共識的轉變，「自慰：人類的主要性活動。在十九世紀，它被認為是一種病；在二十世紀，它被認為是一種解決方法。」
在20世紀80年代，米歇尔·福柯主張自慰禁忌是「父母對其子女的性活動的姦污」：

干預這種個人且秘密的活動，其中自慰對於父母來說並不是中性的東西，它不僅是力量、權威或道德的問題；它也是一種樂趣。

1994年，美國三藩市一名外科醫生Dr. Joycelyn Elders，指出應把「自慰無害且安全」納入學校課程之中，但最終因反對者斷言她在推广如何自慰而被迫辭職。
2007年3月，英國廣播機構第四台，做了一季有關自慰的電視節目， 該節目叫「Wank Week」(Wank是英國英語對自慰的特用詞)，該節目引來了公眾對機構高層的抨擊，並引起對編輯人員的標準和該機構公共廣播服務許可的質疑，但是在稍後的日子裏還可以在該頻道收看該節目。

## 延伸閱讀
- Solitary Sex: A Cultural History of Masturbation, by Thomas W. Laqueur [51]
- Masturbation: The History of a Great Terror by Jean Stengers [52]
- The Big Book of Masturbation: From Angst to Zeal by Martha Cornog [53]
- Solitary Pleasures: The Historical, Literary and Artistic Discourses of Autoeroticism by Paula Bennett and Vernon Rosario [54]

### 引用
1. ↑  . Marshall Cavendish Reference Books. 2010: 513  [2016-07-25]. ISBN 978-0-7614-7905-5. （原始内容存档于2021-04-05）. Masturbation in Ancient Cultures Masturbation has been depicted in ancient rock paintings in different cultures around the world.
2. ↑  "The Ħaġar Qim woman is... masturbating, with one hand languidly supporting her head. Taylor, Timothy. . British Archaeology, no 15. June 1996  [2016-08-14]. （原始内容存档于2012-07-19）.
3. ↑  Dening, Sarah.  The Mythology of Sex. Macmillian 1996, ISBN 978-0-02-861207-2
4. ↑  Dening, Sarah, The Mythology of Sex Chapter 3 （页面存档备份，存于）
5. ↑  賀兰特·凱查杜里安. . 世界圖書出版公司. 2009-12. ISBN 978-7-5062-8688-6.
6. ↑  Johnathan Margolis, "O: The intimate history of the orgasm", 2003. p134
7. 1 2  Rosenfeld, Jennie. . ProQuest. 2008: 133. ISBN 978-0-549-43458-0.
8. ↑  Examined Lives from Socrates to Nietzsche by James Miller pg:80
9. ↑  Dio Crysostom, Discourses, iv.20
10. ↑  Amy Richlin, "Sexuality in the Roman Empire," in A Companion to the Roman Empire (Blackwell, 2006), p. 351.
11. ↑  Though he admits to resorting to it: Martial, 2.43.14. See Craig A. Williams, Roman Homosexuality: Ideologies of Masculinity in Classical Antiquity (Oxford University Press, 1999), p. 270; J.P. Sullivan, Martial, the Unexpected Classic: A Literary and Historical Study (Cambridge University Press, 1991), p. 190.
12. ↑  At laeva lacrimas muttoni absterget amica ("A girlfriend wipes away Mutto's tears — his left hand, that is"): Lucilius 307 and 959. Kirk Freundenburg has dubbed the muttō of Lucilius "clearly the least finicky of all personified penises in Roman satire": Satires of Rome: Threatening Poses from Lucilius to Juvenal (Cambridge University Press, 2001), p. 205.
13. ↑  Antonio Varone, Erotica pompeiana: Love Inscriptions on the Walls of Pompeii ("L'Erma" di Bretschneider, 2002), p. 95; CIL 4.2066, as cited by John G. Younger, Sex in the Ancient World from A to Z (Routledge, 2005), p. 108.
14. ↑   (PDF).   [2016-08-14]. （原始内容 (PDF)存档于2018-07-26）.
15. ↑  安娜·凡·内克；讓·斯舟熱 2009，第61頁
16. ↑  安娜·凡·内克；讓·斯舟熱 2009，第65頁
17. ↑  安娜·凡·内克；讓·斯舟熱 2009，第67頁
18. ↑  Stengers, Jean; van Neck, Anne. Masturbation: the history of a great terror. New York: Palgrave, 2001. pp. 56–57. ISBN 0-312-22443-5.
19. ↑  安娜·凡·内克；讓·斯舟熱 2009，第92-93頁
20. ↑  安娜·凡·内克；讓·斯舟熱 2009，第98頁
21. ↑  James, Lawrence. . St. Martin's Griffin. September 15, 1997: 41. ISBN 978-0-312-16985-5. The context is a discussion of the social habits of the early North American colonists.
22. ↑  安娜·凡·内克；讓·斯舟熱 2009，第100-101頁
23. ↑  安娜·凡·内克 ；讓·斯舟熱 2009，第107、120頁
24. ↑  Benjamin Rush (1812) Medical Inquires and Observations upon the Diseases of the Mind （页面存档备份，存于）, page 347, link from Dickinson College
25. ↑  E.H. Hare (1962) Masturbatory Insanity: The History of an Idea, Journal of Mental Science 108:4 (issue #452)
26. ↑  William Dufty (1975) Sugar Blues, pages 65,6
27. 1 2  Ellen G. White. . The Seventh-day Adventist Publishing Association. 1870.
28. 1 2  Whitaker, Brian. . The Guardian (London). 2006-02-03  [15 March 2010]. （原始内容存档于2012-06-02）.
29. ↑  Kant, Emmanuel. Mary J. Gregor , 编. . Cambridge University Press. : 179  [28 December 2013]. ISBN 0-521-56673-8. （原始内容存档于2021-01-12）.
30. ↑  . Noharmm.org. 2004-02-20  [2014-08-25]. （原始内容存档于2016-03-09）.
31. ↑  Stengers and van Neck. Masturbation.
32. ↑  安娜·凡·内克；讓·斯舟熱 2009，第26頁
33. ↑  . 蘋果日報. 2015-08-25  [2016-07-25]. （原始内容存档于2016-09-29）.
34. ↑  Rowan, E. L. (2000). The Joy of Self-Pleasuring: Why Feel Guilty about Feeling Good?. Prometheus Books.
35. ↑  安娜·凡·内克 讓·斯舟熱 2009，第146頁
36. ↑  安娜·凡·内克；讓·斯舟熱 2009，第142頁
37. ↑  Thomas H. Ollendick; Carolyn S. Schroeder. . . Boston, MA: Springer Science & Business Media. 6 December 2012: 359  [2016-08-16]. ISBN 978-1-4615-0107-7. OCLC 913623298. （原始内容存档于2021-04-05）.
38. ↑  Rachel P. Maines. . Baltimore: The Johns Hopkins University Press. 1999. ISBN 0-8018-6646-4.
39. ↑  安娜·凡·内克；讓·斯舟熱 2009，第164頁
40. ↑  安娜·凡·内克；讓·斯舟熱 2009，第179頁
41. ↑  . Chicago: Parent and Child Institute. 1969: 322. LCCN 70-90267.
42. ↑  David J. Ley. . Rowman & Littlefield. 10 July 2014: 12  [2016-08-16]. ISBN 978-1-4422-1305-0. （原始内容存档于2020-06-14）.
43. ↑  Planned Parenthood Federation of America. . Contemporary Sexuality (Mount Vernon, IA: American Association of Sex Educators, Counselors, and Therapists). March 2003, 37 (3): v. ISSN 1094-5725. OCLC 37229308. Finally, the American medical community pronounced masturbation as normal in 1972 American Medical Association publication, Human Sexuality (Rowan, 2000).
44. ↑  Patton, Michael S. . Journal of Religion and Health (Springer Netherlands). June 1985, 24 (2): 133–146  [12 November 2011]. ISSN 0022-4197. doi:10.1007/BF01532257. （原始内容存档于2021-04-05）. Social change in attitudes toward masturbation has occurred at the professional level only since 1960 and at the popular level since 1970. [133] … onanism and masturbation erroneously became synonymous... [134] … there is no legislation in the Bible pertaining to masturbation. [135]
45. ↑  Jack Boulware. . Salon.com. 9 May 2000  [27 August 2014]. （原始内容存档于2016-12-22）. apud . Ontario Consultants on Religious Tolerance.   [27 August 2014]. （原始内容存档于2021-03-21）.
46. ↑  Ornella Moscucci, "Male masturbation and the offending prepuce," at: .   [2011-07-03]. （原始内容存档于2001-08-06）. (It is an excerpt from "Sexualities in Victorian Britain.") apud Masturbation: Current medical opinions （页面存档备份，存于） Ontario Consultants on Religious Tolerance. New URL: http://sites.google.com/site/completebaby/repression （页面存档备份，存于）
47. ↑  Szasz, Thomas S. . . London: Routledge & Kegan Paul Ltd. 1974: 10 [1973]  [30 June 2011]. ISBN 0-7100-7757-2. （原始内容存档于2021-03-21）. Masturbation: the primary sexual activity of mankind. In the nineteenth century it was a disease; in the twentieth, it's a cure.
48. ↑  Michel Foucault. . Routledge. 1990: 9. ISBN 0-415-90149-9.
49. ↑  . Jackinworld.com.   [29 May 2011]. （原始内容存档于2016-01-20）.
50. ↑  Jason Deans. . Media Guardian (London). 2 February 2007  [2 November 2007]. （原始内容存档于2016-04-05）.
51. ↑  Laqueur, Thomas W. . Mitpress.mit.edu.   [2014-08-25]. （原始内容存档于2012-10-10）.
52. ↑  . Amazon.com. 2001-07-06  [2014-08-25].
53. ↑  . Amazon.com. 2003-05-01  [2014-08-25].
54. ↑  . 2005-04-01  [2014-08-25]. （原始内容存档于2019-06-03） –Google Books.

### 書籍
- 安娜·凡·內克; 讓·斯舟熱. . 湖南文藝出版社. 2009. ISBN 978-7-5404-4317-7.